# Homestuck
《Homestuck》是一部由美國作家兼藝術家安德魯·哈西創作的網路小說系列作品。該作是哈西四部《MS畫筆大冒險》中的第四部，也是最知名的一部，於2009年4月13日至2016年4月13日連載。雖然通常被歸類為網絡漫畫，且部分內容由單格漫畫分鏡頁面構成，但《Homestuck》亦大量運用Flash動畫與即時通訊式的書信體小說對話記錄來推進劇情，並偶爾採用瀏覽器遊戲的互動形式。
故事圍繞一群青少年展開，他們因安裝即將推出的PC遊戲《Sburb》的測試版而引發地球的必然毀滅。這群青少年隨後與一群網路白目接觸，後者被揭示為長有角的外星人，並與孩子們合作，在完成遊戲後創造出一個新的宇宙。該作品以其複雜且非線性敘事的劇情、龐大的篇幅（超過8,000頁與80萬字）以及高度忠誠的粉絲社群而聞名。
《Homestuck》的成功催生了多個多媒體系列與續作，包括冒險遊戲系列《Hiveswap》。

## 背景
Homestuck在基本架構上受到了如地球冒險(EarthBound)、Spore和模擬市民(The Sims)等遊戲的影響，不像前三個冒險故事，其情節不再由讀者提供的建議推動，作者在開始連載後近一年時已經完全掌控故事內容了，然而，他承認他還是有小部份的內容參考了粉絲的同人作品。
Homestuck Beta 原本是作者原決定要製作的格式——全部使用Flash，而拋棄「小畫家風格」，在現在的官方正式版前三天開始。後來在現在版本開始連載時，作者宣布他將維持使用GIF圖片和過去的風格，但Andrew Hussie 後來在他的部落格中提到這是對製作 Flash太耗時而困難的妥協作法，而非原本的計畫。話雖如此，經常還是有一些Flash頁以電影和遊戲的形式出現，其中包含音樂。

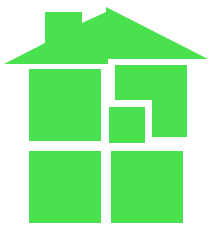
裂痕前的Sburb標誌

## 情節
"Homestuck" 從一個十三歲的John Egbert (由此網站的論壇上的建議名稱命名)生日時在信箱拿到了他的朋友寄給他的生日禮物開始，那是一個新推出的叫Sburb的虛擬實境電腦遊戲Beta版的一份複製光碟。
安裝並啟動遊戲導致了一顆隕石朝向他的家飛來，他因為及時被遊戲傳送到另一個星球上而生還，也就是進入了Sburb的世界。當John的朋友：Rose Lalonde, Dave Strider和Jade Harley也一起加入遊戲時，他們發現他們無意間導致世界開始滅亡，而他們只能盡力要完成這個遊戲進程。在他們開始探索Sburb世界時， John跟他的朋友們被一組  "Internet Troll"  (網路山怪)騷擾。在更多的接觸下，揭露了他們並不是人類，而是真的叫"Troll"的外星物種。
就在Troll們變得越來越重要時，情節跳到了另一個故事，探究著Troll的社會性質和明確的一連串事件如何使得這些特定的十二個Troll進入遊戲。Troll們的劇情總結在一個啟示：贏得遊戲可以創造一個新的宇宙，他們就是人類宇宙的創造者。故事情節回到人類上，連絡的增加導致了人類與Troll們之間的不穩定的友誼，也了解到他們必須試著合作來搶救他們命定的遊戲進程。他們都在對抗人類遊戲中變得幾乎無法戰勝的一個凶惡非玩家角色叫Jack Noir，這很特殊因為Troll的Jack Noir是跟玩家結盟的。他們然後知道了叫"裂痕"的遊戲重新啟動機制，雖然不清楚它的實質用途，仍開始努力達成啟動它的條件能力。經過許多障礙，少年們驚險地成功執行啟動裂痕，同時雙方的宇宙在遊戲完成的事件下被摧毀，不過他們在遊戲結束前離開了，並要航行到新的遊戲進程。
"裂痕"造成人類的宇宙重新開始，原(裂痕前)玩家的長輩在此版本宇宙中成為了玩Sburb的青少年。John的祖母Jane Crocker，在這裡是個十五歲的少女，新情節的推動者。她跟著她的三個朋友：Roxy Lalonde、Dirk Strider、Jake English進入遊戲進程。同時，裂痕前人類玩家與部分倖存的Troll正在他們進入新遊戲進程的三年旅程的途中，要幫助新玩家完成遊戲，他們在中間遭遇到另一個嗜血的、目的不明的時間旅行邪惡生物，Lord English，它嚴重威脅所有時空與物質的存在。而逃出遊戲的Jack Noir現在雖已被控制住，危險性仍並未減少。
裂痕前人類玩家與Troll玩家們抵達了新遊戲進程之後，開始著手計劃要擊敗Lord English並創造出新的宇宙，卻遭到The Condesce的阻撓。The Condesce原本是Troll的星球的女王，現在是Lord English的手下，她掌控了遊戲中的非玩家角色，又控制、殺害了若干人。故事情節在此同時開始講述Lord English存在的前因，與玩家們在其中的牽涉。同時，大家試圖用自己的方試解除威脅，在主角John的「追溯連貫性」能力的幫助下，他們最終打敗了The Condesce和Jack Noir，成功創造一個新的宇宙。而Lord English在幾位玩家巧妙地操縱因果與毀滅性攻擊之下，變得不堪一擊。故事在此結束。